# Elly Griffiths
Elly Griffiths (ur. w 1963 w Londynie) – angielska pisarka, autorka powieści kryminalnych o archeolog sądowej Ruth Galloway.

## Powieści
- The Crossing Places (2009) – wyd. pol. Szlak kości, Wydawnictwo Literackie 2011[1]
- The Janus Stone (2010) – wyd. pol. Janusowy kamień, Wydawnictwo Literackie 2011
- The House at Seas End (2011)
- A Room Full of Bones (2011)
- Dying Fall (2012)
- Ruth's First Christmas Tree (2012)
- Dying Fall (2012)
- The Outcast Dead (2014)
- The Ghost Fields (2015)
- The Woman in Blue (2015)